# Tòtem

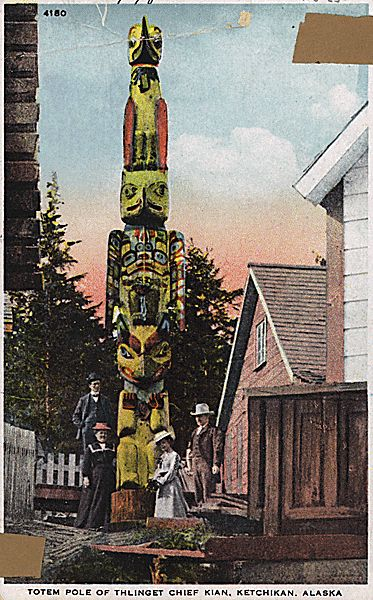
Un tòtem amb un ca-juk, una àguila i un llop

Un tòtem és un objecte, ésser o animal sobrenatural, que en les mitologies d'algunes cultures esdevé l'emblema de la tribu o de l'individu; aquest pot incloure una diversitat d'atributs i significats. En el totemisme, s'entén també com una relació simbòlica entre la natura i l'ésser humà. Són associats, així mateix, a les religions xamàniques.
Tot i que el terme tòtem deriva de l'idioma ojibwa nord-americà, la creença en esperits tutelars i deïtats no es limita als pobles indígenes de les Amèriques, sinó que és comuna a gairebé totes cultures del món. No obstant això, les persones tradicionals d'aquestes cultures tenen paraules per als seus esperits tutelats en les seves pròpies llengües, i no anomenen a aquests esperits o símbols tòtems.
Les relacions espirituals i mútues entre els aborígens australians i els de les illes de l'estret de Torres i el món natural sovint es defineixen com tòtems. Molts grups indígenes s'oposen al terme «tòtem» de l'idioma ojibwa, considerat com un mot importat per descriure una pràctica prèvia i independent, encara que altres fan servir el terme.

## Tòtem físic
Generalment, es localitzen propers a la costa de l'oceà Pacífic d'Amèrica del Nord als Estats Units i el Canadà. Molts van ser creats per tribus nadiues com els anishinaabemowin, que solien fer-les en fusta de cedre que té característiques duradores a la intempèrie. Des de la dècada de 1920 el costum de esculpir-ne va caure en desús, i renasqueren en la dècada de 1950.
En la cúspide, molts mostren un, dos o tres personatges que declaren el rang o estatus del cap de la localitat. Les representacions d'animals són part important en la base de cada escultura. Les virtuts dels animals, com a part de les creences nadiues i del totemisme, hi són incloses.

## Tòtem espiritual i totemisme
Entre algunes tribus indígenes i ameríndies, les qualitats dels animals reflecteixen o reflectien forces sobrenaturals i atribucions espirituals. Entre alguns dels animals reconeguts hi ha l'os, el falcó, el peix, el bisó i el teixó.